# Vahagn Ayvazyan
Vahagn Ayvazyan (in armeno Վահագն Այվազյան?; Erevan, 16 aprile 1992) è un ex calciatore armeno, di ruolo difensore.

## Carriera

### Club
In carriera ha giocato 8 partite di qualificazione alle coppe europee, di cui 2 per la Champions League e 6 per l'Europa League, tutte con l'Urartu.

### Nazionale
Ha giocato nelle nazionali giovanili armene Under-19 ed Under-21.

## Palmarès

### Club

#### Competizioni nazionali
- Campionato armeno: 1

Banants: 2013-2014
- Supercoppa d'Armenia: 1

Banants: 2014
- Coppa d'Armenia: 1

Banants: 2015-2016